# Alternanthera piurensis
Alternanthera piurensis är en amarantväxtart som beskrevs av Paul Carpenter Standley. Alternanthera piurensis ingår i släktet alternanter, och familjen amarantväxter. Inga underarter finns listade i Catalogue of Life.